# Alfred Escher
Johann Heinrich Alfred Escher vom Glas (Zürich, 20 februari 1819 - aldaar, 6 december 1882) was een Zwitsers jurist, hoogleraar, spoorwegindustrieel, bestuurder en politicus voor de radicalen en later de gematigde liberalen uit het kanton Zürich.

## Biografie

### Afkomst en opleiding

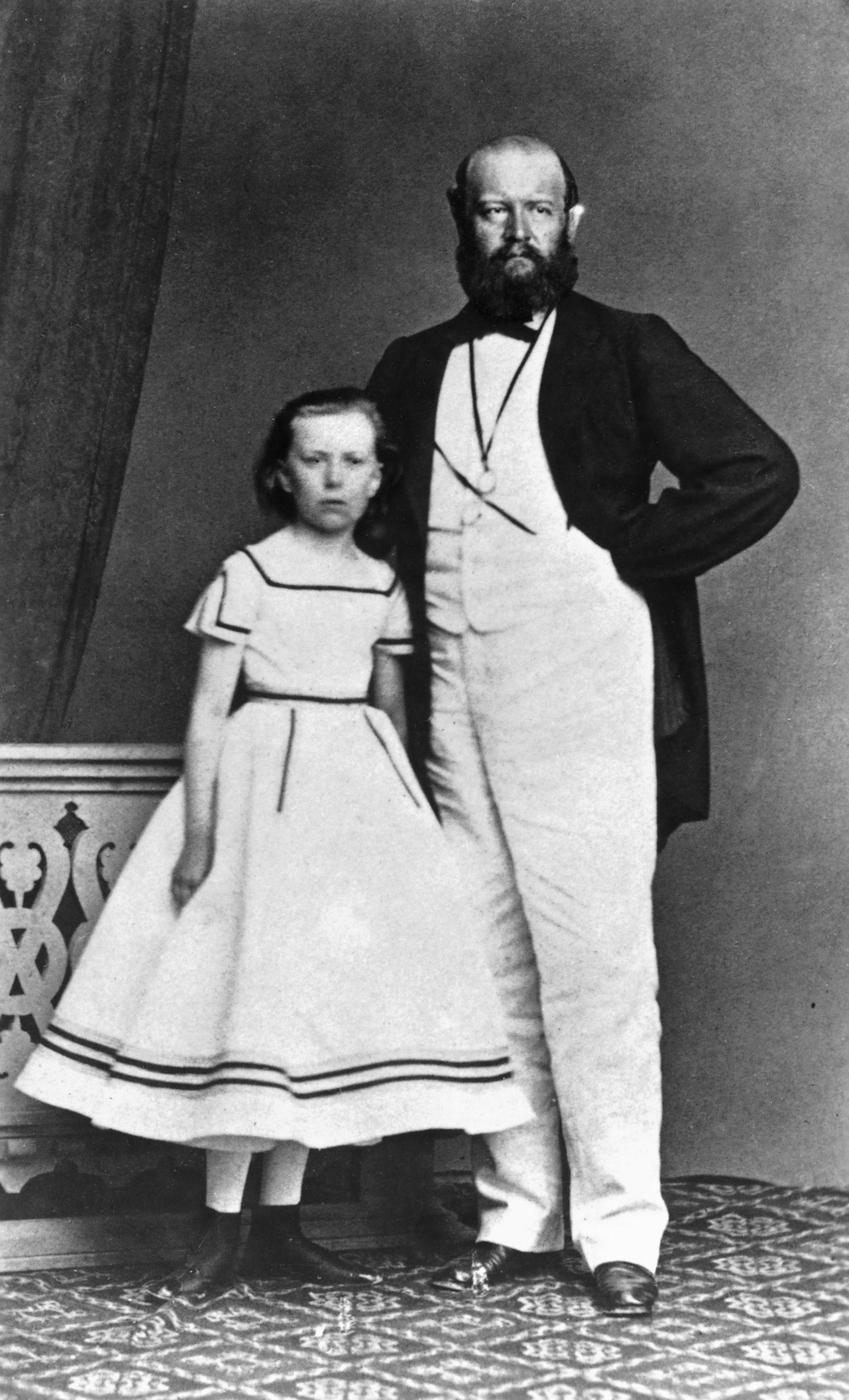
Alfred Escher en zijn dochter Lydia Welti-Escher.

Alfred Escher was een zoon van Heinrich Escher en van Lydia Zollikofer von Altenklingen, die afstamde van een oude handelaarsfamilie uit Sankt Gallen. Vanaf 1831 groeide hij op in de villa 'Belvoir' in de Zürichse wijk Enge, dat gans zijn leven zijn woonplaats zou blijven.
Nadat Escher tot 1834 les had gekregen van privéleraren, zoals Oswald Heer, studeerde hij van 1834 tot 1837 aan het gymnasium van Zürich. Vervolgens studeerde hij van 1837 tot 1842 rechten aan de Universiteit van Zürich. In 1838 en 1839 bracht hij ook semesters door in Bonn en Berlijn. In 1842 behaalde hij een doctoraat onder de hoede van Friedrich Ludwig Keller. Na een verblijf in Parijs van 1842 tot 1843 behaalde hij in 1844 zijn habilitatie. Hij doceerde aan de universiteit tot 1847 als privaatdocent gerechtelijk recht en federaal publiekrecht.
Escher huwde in 1857 met Auguste Uebel, een dochter van Bruno Uebel. Hun dochter, Lydia Welti-Escher trouwde op 4 januari 1883 met Friedrich-Emil Welti, de zoon van Bondsraadslid Emil Welti.

### Politicus

#### Kantonnale politiek
Escher was ook politiek actief, eerst in de rangen van de radicalen maar later bij de gematigde liberalen. Hij verwierf al vroeg een invloedrijke positie in het kanton Zürich. In 1844 werd hij verkozen tot lid van de Kantonsraad van Zürich, waar hij zou zetelen tot zijn overlijden in 1882 en die hij tussen 1848 en 1868 meermaals zou voorzitten. Van 1847 tot 1848 was hij de eerste kanselier. Hij zetelde van 1848 tot 1855 in de Regeringsraad van Zürich, waarvan hij in 1850, 1851 en 1854 voorzitter was. Hij voerde een reorganisatie door van de kantonnale regering, die werd beperkt tot negen leden waarbij ieder lid verantwoordelijk werd voor een departement in de administratie. Als hoofd van het departement Openbaar Onderwijs (vanaf 1850) en als lid van de onderwijsraad (van 1845 tot 1855, waarvan sinds 1849 als voorzitter) voerde hij vreemde talen en natuurwetenschappen toe aan het onderwijsprogramma.
Escher oogstte al snel kritiek door zijn cumul van politieke en economische mandaten en de aanwending van zijn politieke invloed om de belangen van de industrie te behartigen. Zelfs na zijn vertrek uit de Regeringsraad van Zürich in 1855 had hij immers nog steeds de touwtjes in handen in het kanton dankzij zijn politieke vrienden. Hoewel de socialistische beweging rond Johann Jakob Treichler en Karl Bürkli nog zwak stond in de jaren 1850, verzette de arbeidersklasse zich vanaf 1860 hevig tegen het zogenaamde 'Eschersysteem'. De oprichting van de Democratische Partij bracht in 1868 een einde aan het escheristisch economisch liberalisme in het kanton Zürich.

#### Federale politiek
Escher brak politiek ook door op federaal vlak. In 1845, 1846 en 1848 was hij lid van de Tagsatzung. Hij steunde de oprichting van de Zwitserse bondsstaat maar kantte zich zowel tegen de vrijscharen als de Sonderbund. Bij de eerste federale parlementsverkiezingen in 1848 werd hij verkozen tot lid van de Nationale Raad, waarvan hij voorzitter was van 16 april 1849 tot 9 mei 1850, van 27 december 1856 tot 12 juni 1857 en van 7 juli 1862 tot 31 januari 1863. Hij zetelde in de Nationale Raad tot zijn overlijden in 1882.
Escher was nauw betrokken bij de oprichting van de Federale Polytechnische Hogeschool van Zürich, die in 1855 zijn deuren opende. Van 1854 tot 1882 was hij er vicevoorzitter van de raad van bestuur. In zowel de Neuchâtelcrisis in 1856-1857 als in de Savoyecrisis (1860) nam hij samen met andere industriëlen een gematigd standpunt in teneinde een militaire confrontatie te vermijden.

### Spoorwegindustrieel

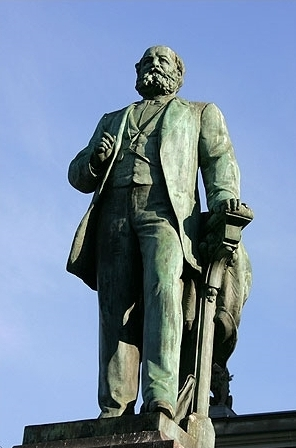
Standbeeld van Alfred Escher op de Bahnhofplatz voor het station Zürich Hauptbahnhof.

#### Nordostbahn
Alfred Escher was ook actief inzake spoorwegenbouw. Vanaf 1852 maakte hij in de Nationale Raad deel uit van een pressiegroep in het voordeel van private spoorwegmaatschappijen. In 1853 was hij mede-oprichter van de Schweizerische Nordostbahn, waarvan hij van 1853 tot 1872 algemeen directeur was en vervolgens van 1872 tot 1882 voorzitter van de raad van bestuur was. Tot in 1858 was deze maatschappij de grootste van oostelijk Zwitserland.
Teneinde de nodige financiering te vinden voor de spoorwegenbouw zonder beroep te moeten doen op buitenlandse investeerders, richtte Escher in 1856 met enkele geestverwanten de bank Credit Suisse op. Deze eerste Zwitserse grootbank, die vooral actief was voor de industrie en de handel en waarvan hij van 1856 tot 1877 en van 1880 tot 1882 de raad van bestuur voorzat, droeg er grotendeels toe bij dat Zürich het grootste financiële centrum en het belangrijkste industriële centrum van Zwitserland werd. Van 1857 tot 1874 maakte hij ook deel uit van de raad van toezicht van de Schweizerische Lebensversicherungs- und Rentenanstalt, een verzekeringsmaatschappij.

#### Gotthardbahn
Vanaf de jaren 1860 was Escher een pleitbezorger voor de aanleg van de Gotthardspoorlijn, een project dat hij van nationaal belang achtte. Daartoe werd hij in 1863 voorzitter van de Gotthardunie. Nadat het Koninkrijk Italië in 1869 financiële steun had toegezegd, gevolgd door het Duitse Keizerrijk in 1871, werd de Gotthardbahn opgericht. Escher werd directeur van deze nieuwe spoorwegmaatschappij en leidde de aanvang van de bouwwerkzaamheden.

#### Terugval
Tijdens de laatste jaren van zijn leven kreeg Escher te maken met diverse tegenslagen. In 1876 geraakte de Schweizerische Nordostbahn in ernstige problemen door de toenemende concurrentie met de Schweizerische Nationalbahn en de Grote Depressie. De aanleg van de Gotthardspoorlijn liep vanaf 1875 vertraging op, wat de kostprijs van het project sterk deed stijgen. Deze verhoogde kostprijs werd dan bijgepast door federale subsidies, maar leidden ertoe dat Escher in 1877 moest aftreden als directeur en voorzitter van de raad van bestuur van Credit Suisse. Hij was niet uitgenodigd voor de tunnelgraafceremonie in 1880 en om gezondheidsredenen bleef hij in 1882 afwezig bij de feestelijke opening van de Gotthardspoorlijn.

### Overlijden en nalatenschap
Escher overleed in 1882 op 63-jarige leeftijd. Hij werd begraven op de Maneggbegraafplaats in Zürich. Zijn dochter Lydia Welti-Escher erfde zijn fortuin en richtte er later de Gottfried Kellerstichting mee op. In 1889 werd op de Bahnhofplatz in Zürich, nabij het station Zürich Hauptbahnhof, een door Richard Kissling vervaardigd standbeeld van hem onthuld, dat werd gefinancierd met privégiften.
Met zijn intelligentie en werkijver belichaamde Alfred Escher een nieuw type van politiek en economisch leiderschap dat grootschalige projecten wist te realiseren. Zijn bijnaam Bundesbaron zinspeelde op een gevoel van macht dat grensde aan arrogantie, hetgeen hem niet vreemd was. Als vertegenwoordiger van de bourgeoisie maakte hij geen onderscheid tussen economische vooruitgang en maatschappelijke vooruitgang en negeerde hij de sociale gevolgen van een economische evolutie waar hij zijn stempel op wist te drukken.

## Trivia
- Vanwege zijn politieke machtspositie werd hij König Escher ('koning Escher') en Zar Escher ('tsaar Escher') genoemd. Zijn prominente rol in de aanleg van de spoorwegen leverde hem de bijnamen Eisenbahnkönig ('spoorwegkoning') en Bundesbaron ('Bondsbaron') op.
- In Zürich werd een straat naar hem vernoemd, de Alfred-Escher-Strasse.

## Onderscheidingen
- Ereburger van Lugano (1871)